# Morti nel 1995/Febbraio
| Questa pagina contiene informazioni ricavate automaticamente dalle voci biografiche con l'ausilio del template Bio e di un bot. L'aggiornamento è periodico e automatico e ricostruisce completamente la pagina. Se manca una persona in questa lista, sei pregato di non aggiungerla, ma accertati piuttosto che la sua voce biografica contenga il template Bio e che i dati anagrafici siano correttamente compilati. Se il template Bio manca, inseriscilo tu stesso o, in alternativa, metti l'avviso {{tmp\|Bio}} che ne segnala la mancanza. Se i dati riportati sono sbagliati, correggi direttamente la voce biografica; le modifiche saranno visibili in questa lista entro pochi giorni. Per chiarimenti vedi il progetto biografie. La lista contiene solo le 125 persone che sono citate nell'enciclopedia e per le quali è stato implementato correttamente il template Bio. Pagina aggiornata al 10 ago 2025. |

- 1º febbraio - Róbert Antal, pallanuotista ungherese (n. 1921)
- 1º febbraio - Joe Bacuzzi, allenatore di calcio e calciatore inglese (n. 1916)
- 1º febbraio - Lajos Balthazár, schermidore ungherese (n. 1921)
- 1º febbraio - Richey Edwards, chitarrista gallese (n. 1967)
- 1º febbraio - Alison Frantz, fotografa e storica dell'arte statunitense (n. 1903)
- 1º febbraio - Yngve Gamlin, attore e regista svedese (n. 1926)
- 1º febbraio - Karl Gruber, ingegnere, diplomatico e politico austriaco (n. 1909)
- 1º febbraio - Ottavio Ziino, direttore d'orchestra e compositore italiano (n. 1909)
- 2 febbraio - Tikvah Alper, fisica sudafricana (n. 1909)
- 2 febbraio - André Frossard, giornalista e saggista francese (n. 1915)
- 2 febbraio - Fred Perry, tennista, tennistavolista e imprenditore britannico (n. 1909)
- 2 febbraio - Donald Pleasence, attore britannico (n. 1919)
- 2 febbraio - Alessandro Seppilli, igienista e politico italiano (n. 1902)
- 2 febbraio - Herman Tuvesson, lottatore svedese (n. 1902)
- 2 febbraio - Willard Waterman, attore statunitense (n. 1914)
- 2 febbraio - Luisa Zille, musicista, storica e poetessa italiana (n. 1941)
- 3 febbraio - Ragnar Berge, calciatore norvegese (n. 1925)
- 3 febbraio - Gianni Dagnino, politico italiano (n. 1926)
- 3 febbraio - Art Kane, fotografo statunitense (n. 1925)
- 3 febbraio - Nicolás Lindley, generale e politico peruviano (n. 1908)
- 4 febbraio - Andrea Bassi, allenatore di calcio italiano (n. 1932)
- 4 febbraio - Godfrey Brown, velocista e mezzofondista britannico (n. 1915)
- 4 febbraio - Alighiero De Micheli, imprenditore e dirigente d'azienda italiano (n. 1904)
- 4 febbraio - Patricia Highsmith, scrittrice statunitense (n. 1921)
- 4 febbraio - Walter Zeller, pilota motociclistico tedesco (n. 1927)
- 5 febbraio - Jimmy Allen, allenatore di calcio e calciatore inglese (n. 1909)
- 5 febbraio - Frank Costin, ingegnere, progettista e imprenditore britannico (n. 1920)
- 5 febbraio - Cornelis Goldschmeding, compositore di scacchi olandese (n. 1927)
- 5 febbraio - Doug McClure, attore statunitense (n. 1935)
- 6 febbraio - Edy Campagnoli, conduttrice televisiva e modella italiana (n. 1934)
- 6 febbraio - Mira Lobe, scrittrice austriaca (n. 1913)
- 6 febbraio - Maruja Mallo, pittrice spagnola (n. 1902)
- 6 febbraio - James Merrill, poeta statunitense (n. 1926)
- 6 febbraio - Art Taylor, batterista statunitense (n. 1929)
- 6 febbraio - Mario Venanzi, politico e avvocato italiano (n. 1913)
- 7 febbraio - Antonio Ambrosanio, arcivescovo cattolico italiano (n. 1928)
- 7 febbraio - Massimo Pallottino, archeologo italiano (n. 1909)
- 8 febbraio - Józef Maria Bocheński, filosofo polacco (n. 1902)
- 8 febbraio - Moris Ergas, produttore cinematografico e imprenditore greco (n. 1922)
- 8 febbraio - Ennio Francia, presbitero, critico d'arte e storico dell'arte italiano (n. 1904)
- 8 febbraio - Elvio Matè, allenatore di calcio, dirigente sportivo e calciatore italiano (n. 1921)
- 8 febbraio - May Miller, poetessa, drammaturga e docente statunitense (n. 1899)
- 8 febbraio - Renato Santini, pittore italiano (n. 1912)
- 8 febbraio - Gloria Shea, attrice statunitense (n. 1910)
- 8 febbraio - Dino Terra, scrittore italiano (n. 1903)
- 9 febbraio - Lucia Alberti, astrologa italiana (n. 1921)
- 9 febbraio - J. William Fulbright, politico, politologo e mecenate statunitense (n. 1905)
- 9 febbraio - Jak Habib, cestista turco (n. 1912)
- 9 febbraio - Marcello Palmisano, giornalista italiano (n. 1940)
- 9 febbraio - David Wayne, attore statunitense (n. 1914)
- 10 febbraio - Straight Clark, tennista statunitense (n. 1925)
- 10 febbraio - Jesús Garay, calciatore e allenatore di calcio spagnolo (n. 1930)
- 10 febbraio - Paul Monette, scrittore, poeta e attivista statunitense (n. 1945)
- 10 febbraio - Aldo Polverari, compositore e musicista italiano (n. 1960)
- 11 febbraio - Harry Merkel, pilota automobilistico tedesco (n. 1918)
- 12 febbraio - Giovanni Artieri, giornalista, saggista e politico italiano (n. 1904)
- 12 febbraio - Luigi Arzuffi, pittore e scultore italiano (n. 1931)
- 12 febbraio - Nat Holman, cestista e allenatore di pallacanestro statunitense (n. 1896)
- 12 febbraio - Michael Lupo, serial killer italiano (n. 1953)
- 13 febbraio - Alberto Burri, artista e pittore italiano (n. 1915)
- 13 febbraio - Teodoro Salah, pallanuotista cileno (n. 1917)
- 13 febbraio - Bruno Visentini, politico, avvocato e dirigente d'azienda italiano (n. 1914)
- 14 febbraio - Nigel Finch, regista, sceneggiatore e produttore cinematografico britannico (n. 1949)
- 14 febbraio - Michael V. Gazzo, attore, drammaturgo e sceneggiatore statunitense (n. 1923)
- 14 febbraio - Renato Gelio, calciatore italiano (n. 1933)
- 14 febbraio - Len Goulden, allenatore di calcio e calciatore inglese (n. 1912)
- 14 febbraio - Achille Piccini, allenatore di calcio e calciatore italiano (n. 1911)
- 14 febbraio - U Nu, politico birmano (n. 1907)
- 15 febbraio - Sergio Bertoni, calciatore e allenatore di calcio italiano (n. 1915)
- 15 febbraio - Italo Alighiero Chiusano, critico letterario, saggista e giornalista italiano (n. 1926)
- 16 febbraio - Renzo Nobili, zoologo italiano (n. 1930)
- 16 febbraio - Alberto Vivian, calciatore italiano (n. 1944)
- 16 febbraio - Margaret Wade, cestista e allenatrice di pallacanestro statunitense (n. 1912)
- 17 febbraio - Maria Chieco Bianchi, politica italiana (n. 1904)
- 18 febbraio - Joan Ferrando, cestista spagnolo (n. 1923)
- 18 febbraio - Eddie Gilbert, wrestler statunitense (n. 1961)
- 18 febbraio - Cecil Louis Wilton, aracnologo neozelandese
- 19 febbraio - Howard Cable, cestista statunitense (n. 1913)
- 19 febbraio - John Howard, attore statunitense (n. 1913)
- 19 febbraio - Luciano Pistoi, critico d'arte, gallerista e editore italiano (n. 1927)
- 19 febbraio - Calder Willingham, scrittore e sceneggiatore statunitense (n. 1922)
- 20 febbraio - Ugo Amendola, compositore italiano (n. 1917)
- 20 febbraio - Luciano Bausi, politico e avvocato italiano (n. 1921)
- 20 febbraio - Arthur Burge, pallanuotista australiano (n. 1917)
- 20 febbraio - Luigi Gallotta, fotografo italiano (n. 1898)
- 20 febbraio - Cesare Goffi, calciatore e allenatore di calcio italiano (n. 1920)
- 20 febbraio - Néstor Mora, ciclista su strada colombiano (n. 1963)
- 20 febbraio - Aloysio de Oliveira, cantante, produttore discografico e compositore brasiliano (n. 1914)
- 21 febbraio - István Bárány, nuotatore ungherese (n. 1907)
- 21 febbraio - Robert Bolt, drammaturgo e sceneggiatore britannico (n. 1924)
- 21 febbraio - Bjarne Henning-Jensen, regista, attore e drammaturgo danese (n. 1908)
- 21 febbraio - Jorge José Emiliano dos Santos, arbitro di calcio brasiliano (n. 1954)
- 22 febbraio - Emilia Docet, modella spagnola (n. 1915)
- 22 febbraio - Ed Flanders, attore statunitense (n. 1934)
- 22 febbraio - Louis Hà Kim Danh, vescovo cattolico vietnamita (n. 1913)
- 23 febbraio - Valerio Cassani, calciatore italiano (n. 1922)
- 23 febbraio - Arrigo Cervetto, politico italiano (n. 1927)
- 23 febbraio - Melvin Franklin, cantante statunitense (n. 1942)
- 23 febbraio - Carmine Garofalo, politico italiano (n. 1942)
- 23 febbraio - Don Heck, fumettista statunitense (n. 1929)
- 23 febbraio - James Herriot, scrittore e veterinario britannico (n. 1916)
- 23 febbraio - István Kálmán, militare e aviatore ungherese (n. 1922)
- 23 febbraio - Margaret Woodbridge, nuotatrice statunitense (n. 1902)
- 23 febbraio - Peter Wykeham, militare e aviatore britannico (n. 1915)
- 24 febbraio - Roberto Ago, giurista e magistrato italiano (n. 1907)
- 24 febbraio - Hideko Maehata, nuotatrice giapponese (n. 1914)
- 25 febbraio - Francesco Antonazzi, dirigente sportivo, allenatore di calcio e calciatore italiano (n. 1924)
- 25 febbraio - Luciano Bonfiglioli, cantante italiano (n. 1922)
- 25 febbraio - Jimmy Chetcuti, pallanuotista maltese (n. 1913)
- 25 febbraio - O Jin-u, generale e politico nordcoreano (n. 1917)
- 25 febbraio - Gian Domenico Pisapia, avvocato e giurista italiano (n. 1915)
- 25 febbraio - Rani Maria Vattalil, religiosa indiana (n. 1954)
- 26 febbraio - Jack Clayton, regista inglese (n. 1921)
- 26 febbraio - José Rumazo González, scrittore, storico e paleografo ecuadoriano (n. 1904)
- 26 febbraio - Willie Johnson, chitarrista statunitense (n. 1923)
- 26 febbraio - Aleksej Aleksandrovič Korenev, regista sovietico (n. 1927)
- 26 febbraio - Maggiorino Mongero, calciatore italiano (n. 1911)
- 26 febbraio - Franco Scaramelli, calciatore italiano (n. 1911)
- 26 febbraio - Giannino Valli, cestista e allenatore di pallacanestro italiano (n. 1902)
- 27 febbraio - Sándor Gőcze, calciatore ungherese (n. 1921)
- 27 febbraio - Paolo Pavesi, rugbista a 15 e allenatore di rugby a 15 italiano (n. 1954)
- 27 febbraio - Davide Visani, politico italiano (n. 1942)
- 27 febbraio - Isabel Wilder, scrittrice e mecenate statunitense (n. 1900)
- 28 febbraio - Remo Mosa, bobbista italiano (n. 1930)
- 28 febbraio - Max Rudolf, direttore d'orchestra tedesco (n. 1902)